# Vodnjan
Vodnjan este un oraș în cantonul Istria, Croația, având o populație de 6.119 locuitori (2011).

## Demografie
Componența etnică a orașului Vodnjan
     Croați (51,64%)
     Italieni (16,62%)
     Bosniaci (6,95%)
     Romi (4,89%)
     Sârbi (3,95%)
     Muntenegreni (1,57%)
     Necunoscut (1,9%)
     Neclasificat (11,67%)
Componența confesională a orașului Vodnjan
     Catolici (69,24%)
     Musulmani (14,02%)
     Ortodocși (6,03%)
     Fără religie și atei (4,8%)
     Necunoscută (4,43%)
     Alte religii (1,45%)
Conform recensământului din 2011, orașul Vodnjan avea 6.119 locuitori. Din punct de vedere etnic, majoritatea locuitorilor (51,64%) erau croați, existând și minorități de italieni (16,62%), afiliați religios (8,35%), bosniaci (6,95%), romi (4,89%), sârbi (3,95%) și muntenegreni (1,57%). Apartenența etnică nu este cunoscută în cazul a 1,9% din locuitori. Din punct de vedere confesional, majoritatea locuitorilor (69,24%) erau catolici, existând și minorități de musulmani (14,02%), ortodocși (6,03%) și persoane fără religie și atei (4,8%). Pentru 4,43% din locuitori nu este cunoscută apartenența confesională.